# En tránsito
En tránsito (en alemán: Transit) es una película dramática alemana de 2018 dirigida por Christian Petzold. Fue seleccionada para competir por el Oso de oro en la sección oficial del 68.º Festival Internacional de Cine de Berlín. El filme comienza con una dedicatoria para el cineasta Harun Farocki, fallecido en 2014, coguionista en varios largos de Petzold. La película es un remake de la cinta hecha en 1991 por el francés René Allio.
En tránsito es la tercera parte de una trilogía que incluye otras dos obras anteriores de Petzold, Bárbara y Phoenix. Las tres abordan sendas historias de amor en un sistema opresor. Bárbara es el amor de una mujer detrás del telón de acero, en la República Democrática Alemana de la era comunista. Phoenix cuenta la historia de una mujer en el nacionalsocialismo. Y En tránsito es una historia de amor en el limbo de lo que es el tránsito.

## Sinopsis
Sobre un fondo actual de sirenas y policías uniformados, el director nos presenta a un hombre que huye de una Francia en guerra. Entendemos que nos encontramos durante la ocupación nazi. El protagonista, Georg, se entera por casualidad de la muerte de un escritor y asume su identidad con la intención de huir hacia México. Mientras tanto, atrapado en Marsella, conoce a una mujer joven, Marie, desesperada por encontrar a su marido desaparecido. Con una nueva pareja, Richard, la mujer deambula por una ciudad sitiada. Todos buscan un visado para huir, pero ninguno quiere sortear el destino incierto. Cuando el triángulo amoroso parece llegar a su fin, Georg se detiene y da marcha atrás.

## Producción
La película, cargada de melancolía, quiere imitar el tono emotivo de la novela original, escrita por la autora germana Anna Seghers, y adaptada en 1991 por el francés René Allio en su película Transit. Fue rodada en Marsella entre el 9 de mayo y el 8 de julio de 2017. En tránsito ha sido la 11.ª colaboración del cineasta alemán con Schramm Film Koerner & Weber, que produce la cinta, junto con la francesa Neon Productions y las televisiones ZDF y Arte.

## Reparto
- Franz Rogowski: Georg
- Paula Beer: Marie
- Godehard Giese: Richard
- Maryam Zaree: Melissa

## Recepción
En la web Rotten Tomatoes, la película tiene un índice de aprobación del 88% sobre la base de 26 revisiones, y una media ponderada de 7.4/10.